# Adămuș
Adămuș é uma comuna romena localizada no distrito de Mureș, na região histórica da Transilvânia. A comuna possui uma área de 81.19 km² e sua população era de 6036 habitantes segundo o censo de 2007.